# Tetigònids

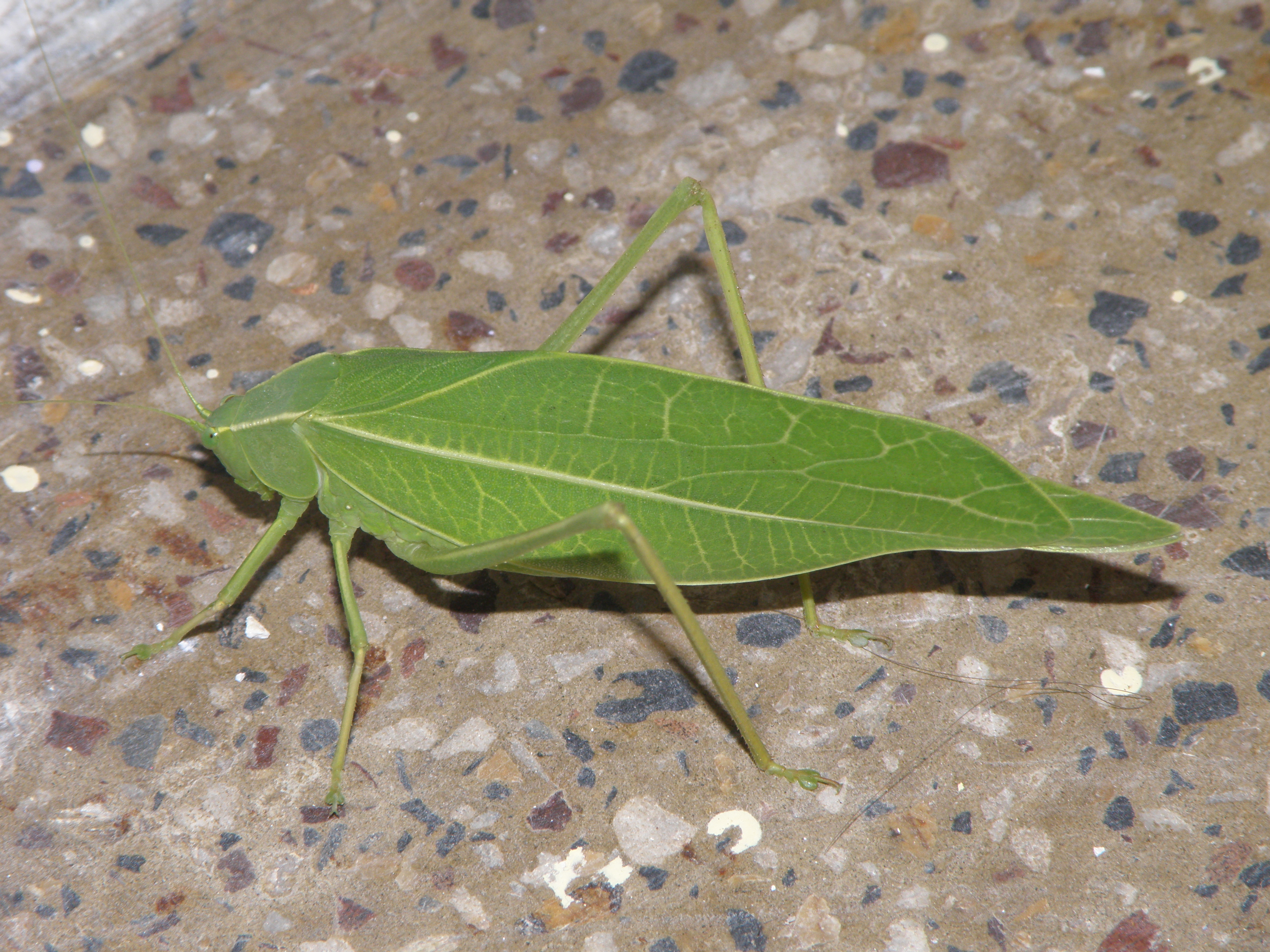
Tettigoniidae emulant una fulla

Els tetigònids (Tettigoniidae) són una família d'ortòpters amb unes 6.400 espècies. És part del subordre Ensifera i l'única família dins la superfamília Tettigonioidea. Tenen les antenes més llargues que el seu cos. Molts tetigònids mostren mimetisme i camuflatge, sovint amb formes i colors que imiten fulles. La majoria són de distribució tropical però n'hi ha també en zones temperades.
La seva dieta inclou fulles, flors, escorça i llavors, però moltes espècies són depredadors d'altres insectes, cargols o fins i tot petits vertebrats com serps i llangardaixos, alguns es consideren comercialment plagues de l'agricultura. Els tetigònids grossos poden fer una mossegada dolorosa.
Algunes espècies són menjades pels humans com nsenene (Ruspolia baileyi) a Uganda i zones dels voltants.

## Etimologia
El nom de la família Tettigoniidae deriva del gènere Tettigonia, l'espècie tipus del qual és la gran llagosta verda de matoll; va ser descrita per primera vegada per Carl von Linné el 1758. En llatí tettigonia significa una espècie de petita cigala, llagosta; prové del grec τεττιγόνιον tettigonion, diminutiu de l'imitatiu (onomatopèyic) τέττιξ, tettix, cigales. Tots aquests noms com tettix amb sons repetits són onomatopèyics, imitant l'estridulació d'aquests insectes.

## Distribució geogràfica
Els tetigònids es troben en tots els continents excepte a l'Antàrtida. La gran majoria de les espècies de tetigònids viuen a les regions tropicals del món. Per exemple, la selva tropical de la conca de l'Amazones acull més de 2.000 espècies de tetigònids. No obstant això, els tetigònids també es troben a les regions temperades fredes i seques, amb unes 255 espècies a Amèrica del Nord.

## Ecologia
Els membres d'aquesta família predominen en zones tropicals, tot i que també habiten regions temperades, encara que són menys comuns en zones on els hiverns són llargs i freds. Generalment són els insectes de major grandària del bosc tropical; es coneixen formes que arriben als 15 cm de longitud i 18 cm d'extensió alar.
Tenen un aparell bucal mastegador i una metamorfosi incompleta o simple, amb tres fases de desenvolupament (ou, nimfa i adult). Pel que fa als hàbits alimentaris, la majoria dels tàxons són fitòfags. No obstant això, hi ha algunes espècies depredadores, per exemple membres del gènere Neobarrettia Rehn., els quals s'alimenten d'altres insectes i aràcnids. Generalment requereixen una dieta rica en proteïnes d'origen animal o vegetal, de manera que algunes espècies compleixen una funció ecològica, com a pol·linitzadors. Els Tettigoniidae són al seu torn una important font d'alimentació per a vertebrats insectívors. El comportament acústic és important en la reproducció, quan els mascles estan sexualment madurs per atraure les femelles i aparellar-se; en algunes subfamílies (Phaneropterinae) les femelles són capaces d'emetre un senyal acústic en resposta al cant del mascle. Nombroses característiques dels Tettigoniidea poden ser interpretades com a resultats d'una competència evolutiva d'una relació presa-depredador. Així com l'aparença críptica de fulla que els protegeix dels depredadors que s'orienten òpticament.

### Comunicació
Els mascles dels tetigònids tenen òrgans productors de so situats en els angles posteriors de les seves ales davanteres. En algunes espècies, les femelles també són capaces d'estridular. Les femelles piulen en resposta a l'estridulació dels mascles. Els mascles utilitzen aquest so per al festeig, que té lloc a finals de l'estiu. El so es produeix fregant dues parts dels seus cossos, la qual cosa es denomina estridulació. En molts casos es fa amb les ales, però no exclusivament. Una part del cos porta una llima o pinta amb crestes; l'altra té el plectre, que passa sobre les crestes per produir una vibració. En els tetigònids, les ales davanteres s'utilitzen per cantar. Els tetigònids produeixen cants continus coneguts com a trins. La grandària de l'insecte, l'espaiament de les crestes i l'amplada del rascador influeixen en el so que emet.
Moltes espècies estridulen a un ritme que es regeix per la temperatura ambient, de manera que el nombre de xiulets en un període de temps definit pot produir una lectura bastant precisa de la temperatura. Per als catídids americans, la fórmula es dona generalment com el nombre de xiulets en 15 segons més 37 per donar la temperatura en graus Fahrenheit.

### Depredació

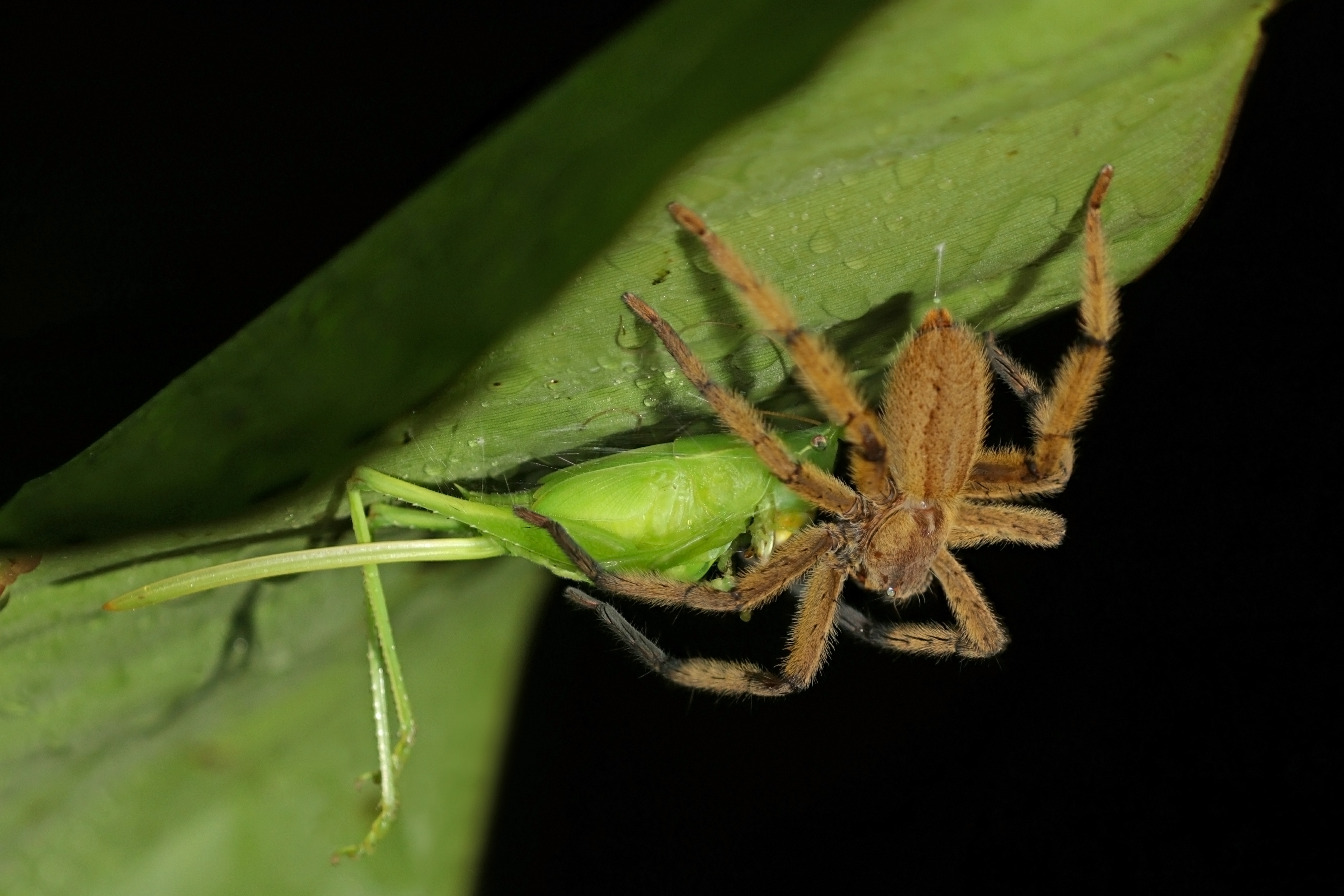
Aranya errant (Cupiennius sp.) amb presa Tettigoniidae sp.

Alguns tetigònids tenen espines en diferents parts del cos que funcionen de diverses maneres. Els Listroscelinae tenen espines a les extremitats en les superfícies ventrals dels seus cossos. Això funciona d'una manera per confinar les seves preses per fer una gàbia temporal per sobre de les seves peces bucals. Les espines són articulades i comparativament flexibles, però relativament romes. A causa d'això, serveixen per engabiar i no per penetrar en el cos de la presa. Les espines de les tíbies i els fèmurs solen ser més afilades i no articulades. Estan dissenyades més per a la penetració o per ajudar en el mecanisme defensiu que puguin tenir. Això sol funcionar amb la seva postura de dormidor diürn per maximitzar la defensa i evitar que els depredadors vagin a buscar-ne el cap.

### Mecanismes de defensa

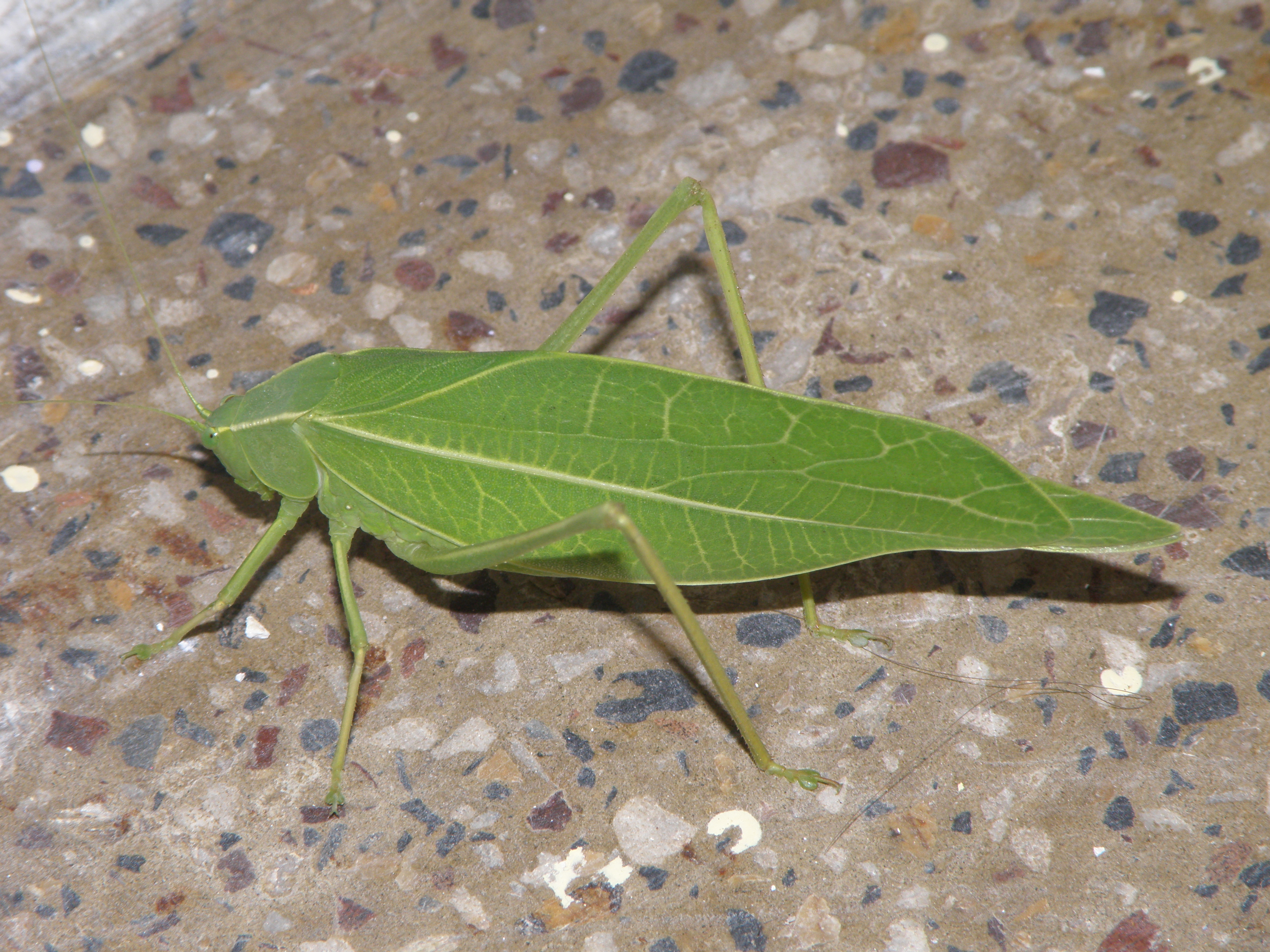
Llagosta imitant una fulla

Quan els tetigònids descansen durant el dia, adopten una postura diürna per maximitzar les seves qualitats críptiques. Aquesta postura enganya els depredadors fent-los creure que el tetigònid està mort o que és només una fulla de la planta. Diversos tetigònids tenen una coloració brillant i taques negres apicals en les superfícies internes de la tegmina, i ales posteriors de colors brillants. En obrir les ales quan se'ls molesta, utilitzen la coloració per enganyar els depredadors fent-los creure que les taques són ulls. Això, en combinació amb la seva coloració que imita les fulles, els permet mimetitzar-se amb el seu entorn, però també fa que els depredadors no estiguin segurs de quin costat és el davanter i quin el posterior.

## Comportament reproductiu
Els mascles proporcionen un regal nupcial a les femelles en forma d'espermatòfil, un cos adherit a l'espermatòfor del mascle i consumit per la femella, per distreure-la de menjar l'espermatòfor del mascle i augmentar així la seva paternitat.

### Poligàmia
Els Tettigoniidae tenen relacions polígames. El primer mascle que s'aparella té garantida una altíssima confiança de paternitat quan un segon mascle s'aparella en acabar la refractarietat sexual de la femella. Els nutrients que finalment rebin les cries augmentaran la seva aptitud. El segon mascle que s'aparella amb la femella en finalitzar el seu període refractari sol ser banyut.

### Competència
Les relacions polígames dels Tettigoniidae condueixen a alts nivells de competència entre mascles. La competència entre mascles es deu a la menor disponibilitat de mascles capaços de subministrar espermafilaments nutritius a les femelles. Les femelles produeixen més ous amb una dieta d'alta qualitat; per això, la femella busca mascles més sans amb un espermatòfil més nutritiu. Les femelles utilitzen el so creat pel mascle per jutjar la seva aptitud. Com més fort i fluid sigui el trino, major serà l'aptitud del mascle.

### Resposta a l'estrès
Sovint, en les espècies que produeixen regals alimentaris més grans, la femella busca els mascles per copular. Tanmateix, això suposa un cost per a les femelles, ja que s'arrisquen a ser depredades mentre busquen els mascles. A més, existeix una relació cost-benefici en la grandària de l'espermatòfor que produeixen els tetigònids mascle. Quan els mascles tenen un espermatòfor gran, es beneficien d'una major selecció per part de les femelles, però només poden aparellar-se una o dues vegades al llarg de la seva vida. A la inversa, els mascles de Tettigoniidae amb espermatòfors més petits tenen l'avantatge de poder aparellar-se de dues a tres vegades per nit, però tenen menys possibilitats de ser seleccionats per les femelles. Fins i tot en èpoques d'estrès nutricional, els mascles de Tettigoniidae continuen invertint nutrients en els seus espermatòfors. En algunes espècies, el cost de creació de l'espermatòfor és baix, però fins i tot en aquelles en les quals no ho és, continua sense ser beneficiós reduir la qualitat de l'espermatòfor, ja que conduiria a una menor selecció i èxit reproductiu. Aquest baix èxit reproductiu s'atribueix a algunes espècies de Tettigoniidae en les quals l'espermatòfor que la femella rep com a regal alimentari del mascle durant la còpula augmenta el rendiment reproductiu de l'intent de reproducció. No obstant això, en altres casos, la femella rep pocs o cap benefici.
El comportament reproductiu dels grills de matoll ha estat estudiat en gran profunditat. Els estudis han descobert que el grill de matoll tuberós (Platycleis affinis) té els testicles més grans en proporció a la massa corporal de qualsevol animal registrat. Representen el 14% de la massa corporal de l'insecte i es creu que permeten una ràpida taxa d'aparellament.

## Importància econòmica
Poques espècies són reportades com a plagues. No obstant això, Obolopteryx castanea i Planipollex pollicifer són reportades com a plagues en cítrics al nord-est de Mèxic. Altres espècies reportades com a plagues són Ruspolia spp. i Anabrus simplex.

## Classificació
Tettigoniidae està dividida en subfamílies:
- Acridoxeninae
- Agraeciinae
- Austrosaginae
- Bradyporinae
- Conocephalinae
- Copiphorinae
- Decticinae
- Ephippigerinae
- Hetrodinae
- Lipotactinae
- Listroscelidinae
- Meconematinae
- Mecopodinae
- Microtettigoniinae
- Phaneropterinae
- Phasmodinae
- Phyllophorinae
- Pseudophyllinae
- Saginae
- Tettigoniinae
- Tympanophorinae
- Zaprochilinae

- Ephippiger ephippiger
(Bradyporinae)
- Conocephalus fuscus
(Conocephalinae)
- Paraphisis sp.
(Meconematinae)
- Phaneroptera falcata
(Phaneropterinae)
- Pseudophyllus titan
(Pseudophyllinae)
- Metrioptera roeselii
(Tettigoniinae)

## Representants fòssils del grup
Les següents formes fòssils també s'assignen a la superfamília Tettigonioidea:
† Permotettigonia gallica, Nel & Garrouste 2016. Es va establir una família † Permotettigoniidae per a aquesta espècie fòssil. Es conserva la impressió d'una ala anterior de la Formació Cian, Roadià (Permià), trobada als Alps Marítims francesos. Segons els autors, la forma de l'ala correspon a la de les fulles modernes de mimetisme en una forma de mimetisme de fulles mímiques. Això dataria aquesta forma de mimetisme en el període Permià, fent-la més antiga que les angiospermes entre les plantes. Amb Taeniopteris, no obstant això, espècies de plantes amb fulles similars ja existien en la flora en aquell moment.
† Haglotettigonia egregia Gorochov, 1988. Es va establir una família † Haglotettigoniidae per a aquesta espècie fòssil. Existeix una impressió incompleta d'una ala anterior en sediments del Cretaci inferior, trobada a la vall del Vitím, Buriàtia, Sibèria. Gorochov classifica la troballa com una forma de transició entre la família Prophalangopsidae (Aboilinae, superfamília Hagloidea) i els Tettigoniidae, cosa que vol expressar amb el nom. Estableix una relació amb els Tettigoniidae sobre la base d'un camp alar que interpreta com a precursor de l'espill, el camp amplificador del so durant la producció del so mitjançant estridulació, en cas contrari seria possible una inclusió en els Prophalangopsidae sense més. La interpretació d'aquesta zona com a precursora de l'espill és posada en dubte per Romain Garrouste i col·legues, la qual cosa fa que l'assignació als Tettigonioidea sigui una qüestió oberta.
† Haglotettigonia aenigmatosa Gorochov, 2010 Dos estadis primerencs de nimfes es van trobar com a inclusions en ambre del Líban, que ell situa entre el Barremià i l'Aptià. (Cretaci inferior). La classificació als Tettigonioidea es basa en la forma dels tarsis (amb lòbuls laterals en el tercer membre i euplantulae com a dispositius adhesius), els lòbuls posteriors allargats del pronot i les proporcions del cap, però l'assignació al gènere és purament provisional, a causa de la posició d'edat similar, en realitat no hi ha característiques coincidents.